# コグニロボ
コグニロボ株式会社（英文商号：COGNIROBO.Inc.）は、日本のIT企業。

## 概要
2016年10月に設立、2016年11月に株式会社ショーケース・ティービー（東証1部 3909）と資本業務提携。

2017年10月31日、滋賀大学 データサイエンス研究センターと共同開発を行い、マーケティングに特化したAIエンジンによるAIソリューション分析の提供に関して共同リリースを行う。この共同開発では、株式会社ショーケース・ティービーが保有する匿名ユーザのインターネット上での行動情報と属性情報をもとにしたWebマーケティングのビッグデータを活用。

2018年6月、東京大学大学院経済学研究科・経済学部教授の阿部誠を技術アドバイザーとして招聘。

2018年7月、帝人フロンティア株式会社と資本業務提携。

2019年4月、モバイル・インターネットキャピタルより出資。